# Ochavo (moneda)

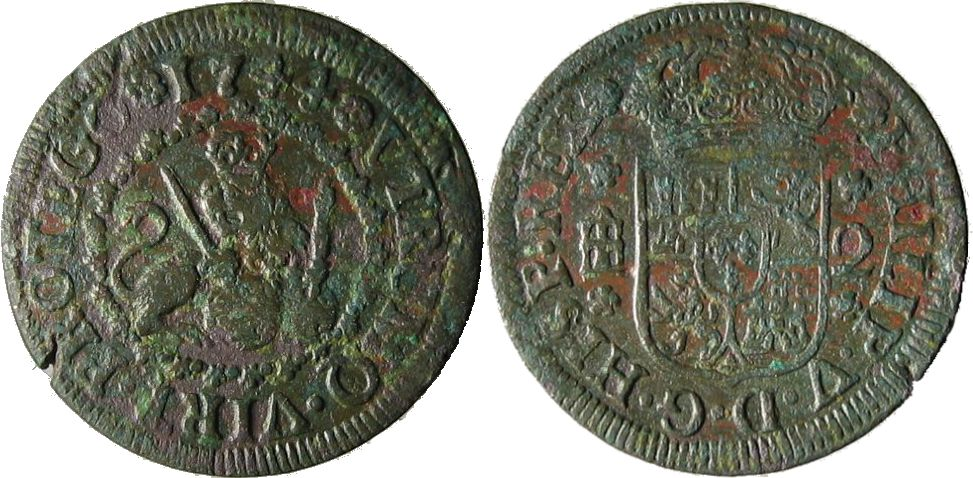
Ochavo (2 maravedís) de Felipe V - 1744

Un ochavo es una antigua moneda española de cobre. Pesaba un octavo de onza y tenía un valor de dos maravedíes. Fue acuñada en un principio por Felipe III y aunque conservaba su valor primitivo, fue disminuyendo de peso hasta que dejó de acuñarse a mediados del siglo XIX.